# Марія Кубашец
Мар'я Кубашец (верхньолуж. Marja Kubašec, 7 березня 1890 року, село Хасов, поблизу Будишина, Саксонія, Німеччина — 13 квітня 1976 року, Будишин, НДР) — дитяча лужицька письменниця, перекладачка і педагог. Писала верхньолужицькою мовою.

## Життєпис
Марія Кубашец народилася 7 березня 1890 року в лужицькому селі Хасов в околицях Будишина. З 1902 по 1909 роки навчалася в педагогічному ліцеї в Ерфурті. З 1909 по 1911 роки працювала вчителькою в Дуйсбергзі з 1911 року по 1925 роки — вчителькою в Кроствіці. У 1911 році вступила до культурно-просвітницької організації «Матиця сербська». З 1920 по 1922 роки була редактором студентської газети «Serbski Student» і з 1920 по 1923 рік була редактором дитячого журналу «Raj».
У 1923 році Марія Кубашец видала в Будишині свій перший твір новелу «Wusadny». Під час роботи в Кроствіці написала дитячі повісті «Palčiki w krawcowni», «Palčik w kowarni», «Jank a Hanka», які видала в 1932 році окремою книгою під назвою «Tři hodowne hry za dźěći». З 1925 року по 1938 рік була вчителькою в середній школі в селі Польчніци і з 1946 по 1952 роки — вчителькою в Радіборі та Будишині. З 1952 по 1956 роки працювала науковим співробітником на Сербських педагогічних курсах в Будишині.
Померла Марія Кубашец 13 квітня 1976 року в Будишині.

## Твори
- Row w serbskej holi a druhe powědančka, 1949;
- Koło časow, 1950;
- Hwězdy nad bjezdnom, 1960;
- Ptače worakawstwa, 1961;
- Wichor a słónčna pruha, 1961;
- Wanda, 1962;
- Alojs Andricki, 1967;
- Bosćiju Serbinje, історична трилогія (1963, 1964, 1967);
- Lěto wulkich wohenjow, 1970;
- Nalětnje wětry, 1978.

## Нагороди
- Лауреатка премії імені Якуба Чишинського (1962).
- Лауреатка літературної премії «Домовина (організація)Домовина» (1966);
- Медаль імені Йоганнеса Бехера (1975).